# Nemeskolta
Nemeskolta je vas na Madžarskem, ki upravno spada pod Sombotelsko okrožje Železne županije.